# Georg Raphael Donner
Georg Rafael Donner (n. 24 mai 1693, Essling⁠(d), Viena, Austria – d. 15 februarie 1741, Viena, Monarhia Habsburgică) a fost unul dintre cei mai prolifici sculptori austrieci ai secolului al XVIII-lea. Stilul său era baroc, cu unele adăugiri pseudo-antice. A educat mulți sculptori germani ai epocii sale, inclusiv pe fiul său Matthäus Donner.
Donner s-a născut în Essling, Viena. Opera sa a fost inspirată din natură și din sculptura antică care era depozitată în academia din Viena. Una dintre cele mai faimoase lucrări ale lui Donner este Donnersteig din Castelul Mirabel, Salzburg (1725–1727), pentru care a sculptat figuri din marmură în mărime naturală. Din 1728 a lucrat în Pozsony la curtea contelui-episcop Emeric (sau Imre) Esterházy, unde a sculptat o piatră funerară pentru episcopul Esterházy și un monument al calului Sfântului Martin. Timp de aproape 10 ani a avut o garsoniera în grădina Palatului Arhiepiscopal de Vară, la acea vreme chiar lângă Pozsony. La Viena a creat două fântâni: Fântâna râurilor Austriei (1737–1739) și Izvorul cu sculpturile lui Perzei și Andromeda în fața Primăriei (1739). Una dintre ultimele sale lucrări este Pieta de la catedrala din Gurk (1741).
A murit la Viena în 1741.

## În conștiința publică
Georg Rafael Donner a fost ales ca motiv principal al monedei euro austriece comemorative din aur: moneda având ca temă sculptura a fost emisă la 13 noiembrie 2002. Aversul are un portret al lui Donner, cu Palatul Belvedere în fundal. Acest palat este în prezent muzeul de artă baroc din Viena și conține o mare parte din opera lui Donner.